# XM-5
O XM-5 é um satélite de comunicação geoestacionário estadunidense que foi construído pela Space Systems/Loral (SS/L), ele está localizado na posição orbital de 85 graus de longitude oeste e é operado pela Sirius XM Holdings. O satélite foi baseado na plataforma LS-1300S e foi equipado com transponders em banda S, o mesmo possui uma expectativa de vida útil estimada de 15 anos.

## Lançamento
O satélite foi lançado com sucesso ao espaço no dia 14 de outubro de 2010 às 18:53 UTC, por meio de um veiculo Proton-M/Briz-M lançado a partir do Cosmódromo de Baikonur no Cazaquistão. Ele tinha uma massa de lançamento de 5 983 kg.